# Silmiougou-Peulh
Pour les articles homonymes, voir Silmiougou.
Ne doit pas être confondu avec Silmiougou-Boumdoundi ou Silmiougou-Yarcé.
Silmiougou-Peulh est une localité située dans le département de Yargo de la province du Kouritenga dans la région Centre-Est au Burkina Faso.

## Santé et éducation
Le centre de soins le plus proche de Silmiougou-Peulh est le centre de santé et de promotion sociale (CSPS) de Yargo tandis que le centre médical avec antenne chirurgicale (CMA) se trouve à Koupéla.